# William J. Randall
William Joseph Randall (ur. 16 lipca 1909 w Independence, zm. 7 lipca 2000 tamże) – amerykański polityk, członek Partii Demokratycznej.

## Działalność polityczna
W okresie od 3 marca 1959 do 3 stycznia 1977 przez dziewięć kadencji był przedstawicielem 4. okręgu wyborczego w stanie Missouri w Izbie Reprezentantów Stanów Zjednoczonych.